# Väki
Väki és un poder sobrenatural de la mitologia finesa. Els finesos bàltics creien que els väki residien en llocs naturals, objectes i animals. El Väki ha estat comparat amb el mana. Tanmateix, segons Laura Stark, väki tracta d'un poder impersonal més que d'una força universal. Väki també s'ha comparat amb orenda.
Alguns folkloristes han afirmat que els väki es troben en objectes, especialment els connectats amb el món del sobrenatural. El concepte de väki va ser documentat per primera vegada al segle XVIII per Christfrid Ganander al seu llibre Mythologia Fennica.
Segons K. Krohn, el väki es va originar a partir de creences animistes. Hi ha una manca d'informació sobre com la majoria dels tipus de väki van ser utilitzats pels tietäjä.

## Etimologia
En finès modern, väki significa una multitud de persones o habitants d'una casa o lloc. La paraula també es podria traduir com a gent. La paraula väki també significa poder. El terme väki també s'utilitza per a haltija. (Per al context d'aquest article es parlarà dels poders sobrenaturals.)

## Tipus de väki
- Kallion Väki: Väki dels penya-segats, aquest väki s'utilitzava en casos judicials.[11] Considerat com el väki més difícil de controlar i només els vells el manejaven.[7]
- Kalman Väki: Kalman väki és el väki de la mort. Es creu que aquest väki es troba dins de cadàvers, cementiris i altres coses relacionades amb els enterraments. Es creu que les persones poden infectar-se per aquest väki si mengen terra que la conté, no realitzen correctament els rituals per als morts o si no respecten els morts.[11]
- Löylyn Väki: Es diu que els Väki de la sauna infectaven persones amb malalties.[11]
- Maan Väki: Aquest väki residia a terra. Difereix segons el tipus de sòl i es va utilitzar per diferents motius.[11]
- Metsän Väki: Aquest väki era per al bosc o els animals.[11] Es creia que els väki dels boscos podrien envair el cos humà i causar malalties.[12]
- Tulen Väki: Aquest väki residia al foc. Tenia el poder tant per infectar com per curar. També es considera el väki més poderós.[11]
- Veden Väki: Väki que resideix en cossos d'aigua com llacs o pous.[11]